# NGC 138
NGC 138 je galaksija u zviježđu Ribe.

## Vanjske poveznice
- SEDS: NGC 0138